# Gnoristinae
Gnoristini
Sous-famille
Synonymes
- tribu des Gnoristini Edwards, 1925

Les Gnoristinae sont une sous-famille d'insectes diptères nématocères de la famille des Mycetophilidae (littéralement « amis des champignons »).

## Classification
La sous-famille des Gnoristinae est décrite en 1925 par l'entomologiste britannique Frederick Wallace Edwards (1888-1940).

### Synonyme
Selon Paleobiology Database et BioLib en 2023, le nom de tribu des Gnoristini est déclaré synonyme de la sous-famille des Gnoristinae.

### Genre type
Selon Paleobiology Database en 2023, le genre type est :
- Gnoriste Meigen, 1818[1].

### Fossiles
Selon Paleobiology Database en 2023, quarante-cinq collections pour 142 occurrences sont référencées, du Pliocène, du Miocène, de l'Oligocène, de l'Éocène et du Crétacé. Ceci atteste la présence de la sous-famille depuis le Barrémien inférieur soit depuis 130 Ma avant notre ère.

## Liste des genres
Selon BioLib en 2023, le nombre de genres est de vingt-sept dont deux genres fossiles,, :
- Acomoptera Vockeroth (d), 1980
- Adicroneura Vockeroth, 1980
- Aglaomyia Vockeroth, 1980
- Apolephthisa Grzegorzek (d), 1885
- Austrosynapha Tonnoir (d), 1929
- Aysenmyia Duret (d), 1979
- Boletina Staeger (d), 1840
- Coelosia Winnertz, 1863
- Creagdhubhia Chandler (d), 1999
- Deimyia Kallweit (d), 2002
- Drepanocercus Vockeroth, 1980
- Dziedzickia Johannsen (d), 1909
- Ectrepesthoneura Enderlein, 1911
- Gnoriste Meigen, 1818
- Grzegorzekia Edwards, 1941
- Hadroneura Lundström (d), 1906
- Impleta Plassmann (d), 1978
- Palaeodocosia Meunier, 1904
- Phoenikiella Chandler, 1999
- Pseudalysiinia Tonnoir, 1929
- Saigusaia Vockeroth, 1980
- Schnusea Edwards, 1933
- Synapha Meigen, 1818
- Syntemna Winnertz, 1863
- Tetragoneura Winnertz, 1846[4]

### Genres fossiles
- †Gaalomyia Blagoderov (d) & Grimaldi, 2004
- †Gregikia Blagoderov & Grimaldi, 2004[4]